# Parametaphoxus quaylei
Parametaphoxus quaylei är en kräftdjursart som beskrevs av Jarrett och Edward Lloyd Bousfield 1994. Parametaphoxus quaylei ingår i släktet Parametaphoxus och familjen Phoxocephalidae. Inga underarter finns listade i Catalogue of Life.